# 안성 죽림리 삼층석탑
안성 죽림리 삼층석탑(安城 竹林里 三層石塔)은 대한민국 경기도 안성시 죽산면 칠장사 대웅전 앞에 있는 고려시대의 삼층석탑이다. 2002년 4월 8일 경기도의 유형문화재 제179호로 지정되었다.

## 개요
이 탑은 전체 높이가 363cm이고, 지대석은 가로 171cm, 세로 140cm이다. 석탑은 단층 기단 위에 세워진 방형의 석탑으로, 중대석은 각 면을 1식으로 마감하고, 갑석은 1판석에 옥신괴임을 2단으로 둥글게 처리하였다. 1층 탑신은 2매의 석재로 구성되어 있으며, 한 면에 둥근 고리(문비)를 탑몸돌[옥신 : 屋身]에는 양쪽에 모서리기둥 [우주 : 隅柱]을 조각하였다. 2층 이상의 탑신은 1층에 비해 체감률이 급격히 줄어 심한 체감비례를 보이고 있다. 2층과 3층 탑신석은 1층과 같이 각 면에 모서리기둥을 모각하였다. 옥개석은 모두 완만한 곡선을 이루고, 옥개석 받침은 각 층 4단을 이룬다. 상륜부는 방형 노반만이 남아 있다. 탑신부의 체감비율이나 옥개받침 등으로 미루어 볼 때 고려 전기에 제작된 것으로 추정된다.
이 석탑은 원래 죽산 여기저기에 널려 있는 몇 개의 부재를 모아서 일죽면 죽림리 460번지 성원목장에 복원한 것이다. 현재 죽산면 칠장리 칠장사 대웅전 앞에 이전 설치(2005.11.28.)되어 있다.

## 지정 사유
전형적인 고려전기의 석탑으로 세부의 표현이나 형태에서 도내에 남아있는 고려석탑 가운데 우수한 문화재이다.

## 현지 안내문
죽산에 흩어져 있던 탑부재를 죽림리 강성원 목장에서 관리하여오다 강성원 선생의 기증으로 2005년 11월 28일 현재의 위치로 이전 설치하였다. 이 탑은 전체 높이가 375cm이고 상대갑석은 하나의 판석에 옥신괴임을 2단으로 둥글게 처리하였다. 1층 탑신은 2매의 석재로 구성되어 있고 한 면에는 둥근 문고리를 조각하였으며 탑신마다 모서리기둥이 조각되어 있다. 옥개석은 모두 완만한 곡선을 이루고 있고 상륜부에는 방형 노반만이 남아 있다. 탑신부의 체감비율이나 옥개받침 등으로 미루어 볼 때 고려 전기에 제작된 것으로 추정된다.

## 같이 보기
- 안성 칠장사

## 참고 자료
- 안성죽림리삼층석탑 - 국가유산청 국가유산포털